# Mark Bresciano
Marco „Mark” Bresciano (ur. 11 lutego 1980 w Melbourne) – piłkarz australijski grający na pozycji pomocnika. Pomimo że Bresciano urodził się w Australii i reprezentuje ten kraj, to w jego żyłach płynie zagraniczna krew. Ojciec jest Włochem, a matka Chorwatką. Imię odziedziczył po dziadku Marco, natomiast w Australii mówią na niego po prostu Mark.

## Kariera klubowa
Bresciano karierę zaczynał Bulleen Lions, a następnie był piłkarzem Carlton SC, w którym to występował w najwyższej lidze Australii. W 1999 roku trafił do Włoch do zespołu Empoli FC, grającego wówczas w Serie B. Wszystkie sezony spędzone w Empoli FC to gra na drugim froncie, ale w sezonie 2001/2002 wydatnie pomógł zespołowi w awansie do Serie A, będąc jego najlepszym zawodnikiem w sezonie. I zaraz w lecie 2002 został sprzedany za 20 mln euro do Parmy. W Parmie spotkał swojego przyjaciela, Vincenzo Grellę, z którym grał zarówno w Carlton SC, jak i Empoli. Mark był jednym z najbardziej bramkostrzelnych pomocników w lidze – w sezonie 2003/2004 zdobył wśród graczy na tej pozycji najwięcej bramek 8-krotnie trafiając do siatki. Z Parmą przez kolejne sezony występował także w Pucharze UEFA. Latem 2006 roku Bresciano podpisał kontrakt z inną drużyną Serie A, US Palermo, gdzie od razu wywalczył sobie miejsce w podstawowej jedenastce. Latem 2010 roku podpisał kontrakt z rzymskim S.S. Lazio. W 2011 roku został zawodnikiem Al-Nasr Dubaj. Następnie grał w Al-Gharafie, gdzie w 2015 roku zakończył karierę.
| Sezon   | Klub          | Kraj                         | Rozgrywki              | Mecze | Bramki |
| ------- | ------------- | ---------------------------- | ---------------------- | ----- | ------ |
| 1998/99 | Carlton SC    | Australia                    | National Soccer League | 18    | 4      |
| 1999/00 | Empoli FC     | Włochy                       | Serie B                | 17    | 2      |
| 1999/00 | Empoli FC     | Włochy                       | Serie B                | 30    | 5      |
| 2001/02 | Empoli FC     | Włochy                       | Serie B                | 33    | 10     |
| 2002/03 | Parma         | Włochy                       | Serie A                | 24    | 0      |
| 2003/04 | Parma         | Włochy                       | Serie A                | 33    | 8      |
| 2004/05 | Parma         | Włochy                       | Serie A                | 34    | 3      |
| 2005/06 | Parma         | Włochy                       | Serie A                | 32    | 8      |
| 2006/07 | US Palermo    | Włochy                       | Serie A                | 34    | 6      |
| 2007/08 | US Palermo    | Włochy                       | Serie A                | 26    | 1      |
| 2008/09 | US Palermo    | Włochy                       | Serie A                | 26    | 4      |
| 2009/10 | US Palermo    | Włochy                       | Serie A                | 18    | 1      |
| 2010/11 | S.S. Lazio    | Włochy                       | Serie A                | 20    | 0      |
| 2011/12 | Al-Nasr Dubaj | Zjednoczone Emiraty Arabskie | UAE Football League    | 17    | 9      |

## Kariera reprezentacyjna
W reprezentacji Australii Bresciano zadebiutował 1 czerwca 2001 roku w wygranym 1:0 meczu z reprezentacją Francji. Brał także udział w Igrzyskach Olimpijskich w 2000. Pomógł reprezentacji Australii w awansie do finałów Mistrzostw Świata w Niemczech. Zagrał w obu barażowych meczach z reprezentacją Urugwaju i to właśnie on zdobył jedyną bramkę dla Socceroos w barażach. Został powołany do 23-osobowej kadry na same finały MŚ. Jest obecnie jednym z podstawowych pomocników w kadrze i w meczach na Mundialu zagrał we wszystkich 4 meczach Pomógł reprezentacji Australii w historycznym awansie do 1/8 finału Mistrzostw Świata. W meczu 1/8 przegranym 0:1 z Włochami zagrał 90 minut.